# Bourg-Blanc
Bourg-Blanc is een gemeente in het Franse departement Finistère, in de regio Bretagne. De plaats maakt deel uit van het arrondissement Brest. Bourg-Blanc telde op 1 januari 2022 3.544 inwoners.

## Geografie
De oppervlakte van Bourg-Blanc bedroeg op 1 januari 2022 28,31 vierkante kilometer; de bevolkingsdichtheid was toen 125,2 inwoners per km².

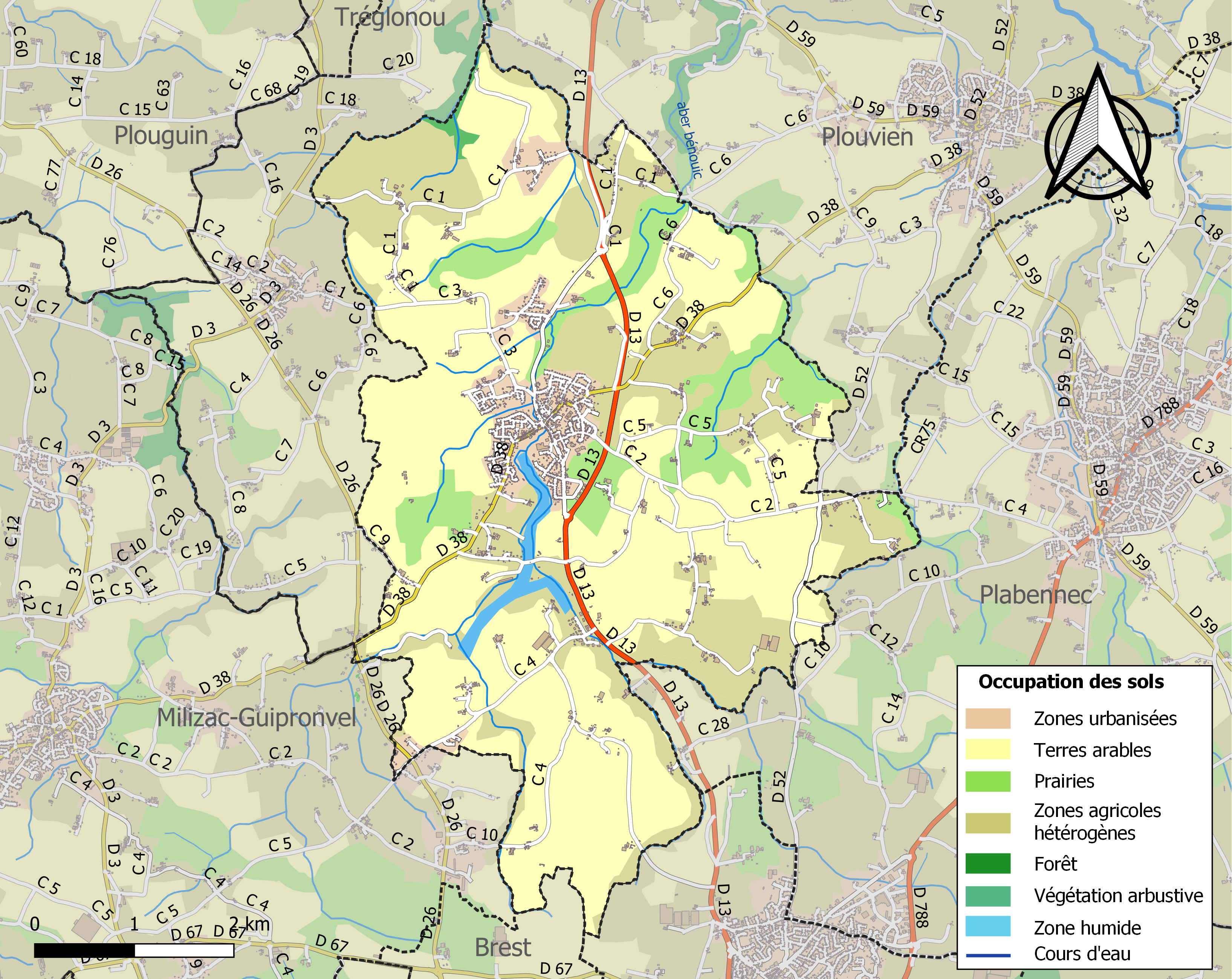
Kaart van de gemeente met belangrijkste infrastructuur, bodemgebruik en omliggende gemeenten

## Demografie
Onderstaande figuur toont het verloop van het inwonertal (bron: INSEE-tellingen).